# 威爾金縣
威爾金縣（英語：Wilkin County）是美国明尼蘇達州西部的一個郡，西鄰北达科他州，面積1,947平方公里。根據2020年美國人口普查，共有人口6,506人。縣治布雷肯里奇（Breckenridge）。該縣成立於1858年3月8日，現縣名於1868年3月6日獲採用，以紀念在南北战争中陣亡的軍人亞歷山大·威爾金。